# Мунгоши, Чарльз
Чарльз Лавмор Мунгоши (англ. Charles Lovemore Mungoshi; 2 декабря 1947, сельская местность неподалеку от г. Чиву, Южная Родезия — 16 февраля 2019) — писатель Зимбабве. Писал на шона и английском языках.

## Биография
Учился в миссионерских школах. Работал лесником, служил в книжной лавке и в издательстве (1975—1986), в 1986—1987 был приглашенным писателем в университете Зимбабве. Его проза опирается на сельскую устную традицию.

## Произведения
- Начало засушливого сезона/ Coming of the Dry Season (1972)
- Ndiko Kupindana Kwamazuva, роман (1975, премия Международного ПЕН-центра)
- В ожидании дождя/ Waiting for the Rain, роман (1975, премия Международного ПЕН-центра)
- Makunun’unu Maodzamoyo (1977)
- Some Kind of Wounds (1980)
- Inongova Njake Njake (1980)
- Kunyarara Hakusi Kutaura? (1983)
- Закатное солнце и вертящаяся земля/ The Setting Sun and Rolling World, новеллы (1987)
- Истории детских лет/ Stories from a Childhood (1989, повесть вошла в список ста лучших африканских книг XX века)
- Как-то раз давным-давно: новые истории детских лет/ One Day Long Ago: More Stories from a Shona Childhood (1991)
- Walking Still, новеллы (1997)
- Молочник доставляет не только молоко/ The Milkman Doesn’t Only Deliver Milk, стихи (1998)

## Признание
Премия Нома (1992). Премия писателям Британского содружества (1988, 1998).

## Публикации на русском языке
- Паводок. Рассказ //Африканская новелла. 60 — 80-е годы. М: Радуга, 1987
- Мы ждем дождя. Роман// Африка. Литературный альманах. Выпуск 6. М: Худ. лит. 1985
- Лифт. Рассказ // Чики и река: повести и рассказы африканских писателей. М: Дет. лит. 1981
- Десять шиллингов. Рассказ // Избранные произведения писателей Южной Африки. М: Прогресс. 1978
- Закат и восход. Перед наступлением сухого сезона. Земляк. Рассказы // Шаги на марше. Восточный альманах. Выпуск 4. М: Худ. лит. 1976